# Mark Borisovitch Barban
Mark Borisovitch Barban (1935–1968)[carece de fontes?] foi um matemático russo da era soviética especializado em teoria dos números.